# جامع حورة
جامع حورة ويعرف باسم الجامع الكبير في مدينة حجة هو مسجد أمر ببناه أحمد بن يحيى ثاني ملوك المملكة المتوكلية اليمنية عندما كان أمير قضاء حجة سنة 1347 هجرية، ويستوعب الجامع 5 آلاف مصل، وله عشرون بابا.

## تاريخ
- 1928 (1347 هجرية) بناء جامع حورة.[2]
- 2003 توسعة المسجد ورفع القدرة الاستيعابية إلى 5 آلاف مصل.[1]